# Musaranya de Tarfaia
La musaranya de Tarfaia (Crocidura tarfayensis) és una espècie de musaranya que viu a Mauritània, el Marroc i el Sàhara Occidental.1 Les seves principals amenaces són el canvi climàtic, el sobrepasturatge del bestiar domèstic i les activitats mineres.